# Morris LC
Der Lkw Morris LC wurde ursprünglich als Kastenwagen und Pritschenwagen von Morris Commercial, dem Nutzfahrzeugbereich der Morris Motor Company als kleinere Alternative zum Morris P-Typ gebaut. Nach der Fusion mit Austin Motors zur British Motor Corporation 1953 wurde er nur noch als Pritschenwagen, Fahrgestell und Sattelzugmaschine und auch als Austin 301 gebaut, während die übrigen Varianten durch den Morris LD Van ersetzt wurden. 1960 ersetzte das Modell der Morris FG.

## Morris LC1 1937–1948, Morris LC3 1948–1952
Die erste Generation des LC startete 1937 als 25/30-cwt Transporter und Lkw. 25/30-cwt bezeichnet im englischen die Nutzlast von 1250 bis 1500 kg. Viele technische Komponenten übernahm der LC vom Morris P-Typ, dieser hatte eine Nutzlast von 2 bis 2,5 Tonnen, und der LC sollte ihn nach unten hin abrunden. Unterhalb des P-Typs gab es dazumal nur Lieferwagen von Morris auf Basis der Pkw-Modelle wie etwa den Morris Eight oder den Morris Ten. Diese verfügten über eine maximale Nutzlast von 1000 kg, und die Möglichkeit, daraus ein umfassendes Nutzfahrzeug zu entwickeln, war naturgemäß eingeschränkt. Der Morris LC wurde daher als Kastenwagen, Pritschenwagen und Sattelzugmaschine ins Programm genommen. Auch Rettungswagen und Omnibusse wurden auf dem Fahrgestell realisiert. Den Antrieb übernahm ein 2050-cm³-Vierzylinder-Benzinmotor mit 31 kW/42 PS Leistung. Viele Modelle orderte die britische Armee, nach Ausbruch des Zweiten Weltkriegs wurde die zivile Produktion eingestellt, und es wurden nur noch Varianten für die Armee produziert. Durch Eroberung kamen Modelle des LC auch in die Hände der deutschen Wehrmacht.
Nach Kriegsende wurde wieder für den zivilen Gebrauch produziert, jedoch nur Fahrgestelle für Aufbauten, Pritsche und Sattelzugmaschine.

### Morris LC3 1948–1952
1948 wurde das überarbeitete Modell als LC3 vorgestellt. Neben kleinen optischen Änderungen wurde die elektrische Anlage verbessert. Nunmehr wurden auch wieder Kastenwagen-Modelle und Omnibusse angeboten. Den LC3 baute Morris bis März 1952.

## Morris LC4 1952–1953, Morris LC5 1954–1960, Austin 301 1953–1957
Im April 1952 wurde der Morris LC4 vorgestellt. Er hatte eine neu gestaltete Front und nun ein Ganzstahl-Fahrerhaus. Zur Frischluftzufuhr für die Kabine waren jetzt regulierbare Klappen und Schlitze unterhalb der Windschutzscheibe und im Dach eingearbeitet. Die Heizungsanlage war verbessert worden, und deren Ventilator konnte nun die einströmende Frischluft verteilen. Die 3er-Sitzbank bot nun einen einstellbaren Abschnitt für den Fahrer, dessen Sitz über eine verstärkte Polsterung verfügte. Erstmals gab es abschließbare Türen mit Griffmulden in den Innentüren. Bei den Exportmodellen waren hydraulische Stoßdämpfer rundum serienmäßig, die im Heimatmarkt als Option angeboten wurden. Ebenfalls geändert hatte sich die Größe der Räder, die nun dem Nachkriegszeit-Trend zu kleineren Durchmessern Rechnung trug. Anfänglich war die gesamte Karosserievielfalt des Vorgängers erhältlich. Den Antrieb übernahm der Austin A70 4-Zylinder-Benzinmotor mit 2199 cm³ und 45 kW/61 PS, dessen Kraft mittels 4-Gang-Schaltgetriebe über eine Kardanwelle an die Hinterachse übertragen wurde.

### Morris LC5 1954–1960, Austin 301 1953–1957
1952 fusionierten Morris und Austin Motors zur BMC. Daher wurde ab 1953 mittels Badge-Engineering der Austin 301 vom Morris LC4 abgeleitet. Da gleichzeitig der Morris LD Van erschien, gab es nun nur noch Fahrgestelle zum Aufbau, Pritschenwagen oder Sattelzugmaschinen mit einer Nutzlast von 1500 kg.
1954 gab es erstmals einen 3400-cm³-4-Zylinder-Dieselmotor mit 49 kW/68 PS als Option, vorerst als LC5-Version. Ab Sommer wurde die gesamte Linie als Morris LC5 bezeichnet.

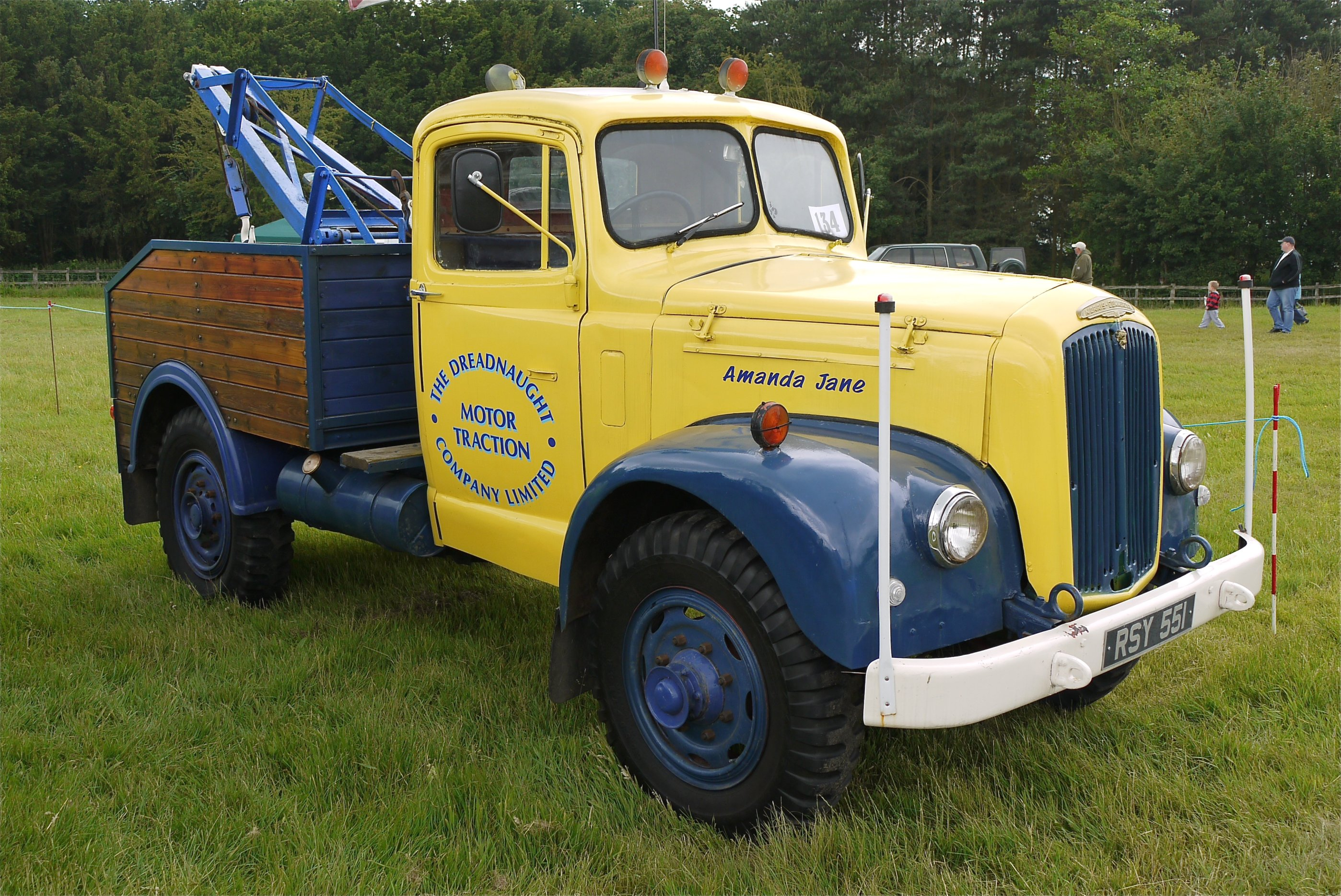
Morris LC 5 1954–1960

Der Austin 301 wurde bis 1957 produziert und erhielt keinen Nachfolger. Die Produktion des Morris LC5 lief bis 1960, als er durch den Morris FG ersetzt wurde.